# Ковернино
Ковернино́ — рабочий посёлок в Нижегородской области России.
Административный центр Ковернинского района, в составе которого представляет собой административно-территориальное образование (рабочий посёлок) и одноимённое муниципальное образование рабочий посёлок Ковернино со статусом городского поселения как единственный его населённый пункт.

## География
Расположен на реке Узоле в 89 км (по прямой) и 124 км (по автодороге) к северу от Нижнего Новгорода и 63 км от Семёнова и Городца.
Средняя температура января -12,9°С, июля +18,1°С

## История

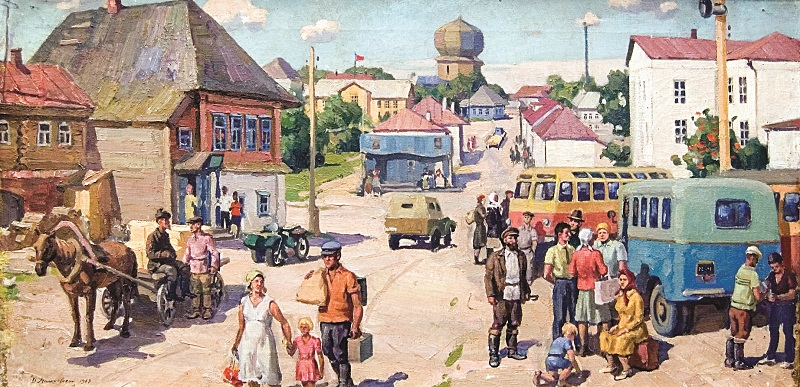
Виктор Малиновский. Центр Ковернино, 1968 г.

В 1712 году по указу царя Петра Великого новопоселенье Рыбновские починки (ныне одна из улиц рабочего посёлка Ковернино) вместе с рядом волостей Юрьевецкого уезда были даны в вотчину тайному советнику, князю Якову Федоровичу Долгорукову. По его указанию при деревне Коверниной был поставлен боярский двор для надзора и сбора податей с рыбновских жителей. В то же время на селе срублена церковь Святого пророка Ильи.
В 1720 году князь Долгоруков умирает, а волость причисляется к дворцовому ведомству. В 70-е годы XVIII века Рыбновская волость из Юрьевецкого уезда Нижегородской губернии была передана в Макарьевский уезд Костромского наместничества.
Ковернинские старообрядцы, торговые мужики, благодаря природной смекалке, оборотистости и добропорядочной жизни сумели поднять статус волостного центра до уровня одного из самых крупных торговых селений Макарьевского уезда. Развиваются промыслы: сапожный, обечечный (ободы для колес повозок), кузнечный, столярный, изготовление и роспись деревянных ложек и посуды, выработка коромысел, ткачество холста и половиков.
С 1918 по 1922 год Ковернино числилось уездным городом, входившим в состав Костромской губернии.
В 1918 году в Ковернино пущена электростанция. В конце 1922 года Ковернинский уезд был упразднён, Ковернино перестало быть городом. С октября 1922 по 1929 год Ковернинская волость была в составе Семёновского уезда.
10 июня 1929 года был образован Ковернинский район. В 1933 году введен в строй действующий льнозавод. В 1952 году создан леспромхоз.
В 1961 году Ковернино получает статус посёлка городского типа.
В 1960-70-е годы создавались строительные организации и предприятия по обслуживанию населения поселка. Шло асфальтирование дорог и тротуаров посёлка, прокладывался водопровод.
В 1974 году создана первая Ковернинская автошкола (учебный пункт Балахнинской автошколы). Её первым руководителем и основателем стал Курочкин Михаил Ефимович.
Проект первого генерального плана застройки рабочего поселка Ковернино был принят в 1973 году. В 70-е годы в районе интенсивно велось строительство объектов социально-культурного, бытового, административного, производственного назначения и жилых домов. В 1984 году был построен телевизионный ретранслятор.
В 1990 году пришёл природный газ.
В феврале 1992 года был утвержден генеральный план застройки Ковернино на последующие 20 лет. Началась газификация поселка, строительство очистных сооружений.
В 2009 году в рамках программы «Доступное жильё» были построены дома для молодых специалистов образования, культуры и здравоохранения.

## Спорт
В посёлке существует футбольный клуб «Волна», выступающий в Первенстве ПФЛ.

## Население
| 1959  | 1970  | 1979  | 1989  | 2002  | 2008  | 2009  |
| ----- | ----- | ----- | ----- | ----- | ----- | ----- |
| 3661  | ↗5212 | ↗6184 | ↗7212 | ↘6875 | ↘6625 | ↘6594 |
| 2010  | 2011  | 2012  | 2013  | 2014  | 2015  | 2016  |
| ↗6892 | ↘6881 | ↗6882 | ↘6834 | ↗6843 | ↘6822 | ↗6843 |
| 2017  | 2018  | 2019  | 2020  | 2021  |       |       |
| ↗6869 | ↗6988 | ↘6957 | ↗6970 | ↗6994 |       |       |

## Известные жители
- В поселке жил и работал Герой Советского Союза Геннадий Степанович Лебедев. Одна из улиц посёлка названа его именем.